# Gestreepte toepaja
De gestreepte toepaja (Tupaia dorsalis)  is een zoogdier uit de familie van de echte toepaja's (Tupaiidae). De wetenschappelijke naam van de soort werd voor het eerst geldig gepubliceerd door Hermann Schlegel in 1857.

## Voorkomen
De soort komt voor op Borneo in Brunei, Maleisië en Indonesië.